# Mylochromis lateristriga
Mylochromis lateristriga es una especie de peces de la familia Cichlidae en el orden de los Perciformes.

## Morfología
Los machos pueden llegar alcanzar los 20,7 cm de longitud total.

## Alimentación
Come crustáceos.

## Hábitat
Vive en zonas de clima tropical entre 23 °C-27 °C de temperatura.

## Distribución geográfica
Se encuentran en África: es una especie endémica del lago Malawi.